# 伊琳娜·克列布科
伊琳娜·克列布科（俄语：Ирина Хлебко，1990年11月30日—），俄羅斯女子羽毛球運動員。

## 簡歷
2013年，伊琳娜·克列布科與克谢尼娅·波利卡波娃合作，連奪愛沙尼亞國際賽、羅馬尼亞國際賽、克羅地亞國際賽和立陶宛公開賽女雙冠軍。
同年8月，伊琳娜·克列布科參加中國廣州舉行的世界羽毛球錦標賽，又與克谢尼娅·波利卡波娃出戰女子雙打項目，但在首圈就以1比2（13-21、21-19、9-21）負於馬來西亞的吳柳螢/林芸如出局。
2015年7月，伊琳娜·克列布科代表俄羅斯（Moscow State Forest University）出戰韓國光州市舉行的世界大學生運動會羽毛球比賽。

## 主要比賽成績
只列出曾進入準決賽的國際賽事成績：
| 年份   | 賽事                     | 公開賽級別 | 項目     | 搭檔                    | 成績   |
| ------ | ------------------------ | ---------- | -------- | ----------------------- | ------ |
| 2009年 | 愛沙尼亞羽毛球國際賽     | 國際系列賽 | 女子雙打 | 克谢尼娅·波利卡波娃     | 亞軍   |
| 2009年 | 匈牙利羽毛球國際賽       | 國際系列賽 | 女子雙打 | 克谢尼娅·波利卡波娃     | 亞軍   |
| 2010年 | 克羅地亞羽毛球國際賽     | 國際系列賽 | 女子雙打 | 克谢尼娅·波利卡波娃     | 準決賽 |
| 2010年 | 羅馬尼亞羽毛球國際賽     | 國際系列賽 | 女子雙打 | 克谢尼娅·波利卡波娃     | 準決賽 |
| 2011年 | 白夜羽毛球賽             | 國際挑戰賽 | 女子雙打 | 安娜斯塔西亚·鲁斯基赫   | 冠軍   |
| 2012年 | 比利時羽毛球國際賽       | 國際挑戰賽 | 女子雙打 | 克谢尼娅·波利卡波娃     | 準決賽 |
| 2013年 | 愛沙尼亞羽毛球國際賽     | 國際系列賽 | 女子雙打 | 克谢尼娅·波利卡波娃     | 冠軍   |
| 2013年 | 奧地利羽毛球國際挑戰賽   | 國際挑戰賽 | 女子雙打 | 克谢尼娅·波利卡波娃     | 準決賽 |
| 2013年 | 羅馬尼亞羽毛球國際賽     | 國際系列賽 | 女子雙打 | 克谢尼娅·波利卡波娃     | 冠軍   |
| 2013年 | 波蘭羽毛球公開賽         | 國際挑戰賽 | 女子雙打 | 克谢尼娅·波利卡波娃     | 準決賽 |
| 2013年 | 克羅地亞羽毛球國際賽     | 國際系列賽 | 女子雙打 | 克谢尼娅·波利卡波娃     | 冠軍   |
| 2013年 | 葡萄牙羽毛球國際賽       | 國際系列賽 | 女子雙打 | 克谢尼娅·波利卡波娃     | 準決賽 |
| 2013年 | 立陶宛羽毛球公開賽       | 未來系列賽 | 女子雙打 | 克谢尼娅·波利卡波娃     | 冠軍   |
| 2013年 | 立陶宛羽毛球公開賽       | 未來系列賽 | 混合雙打 | Yaroslav Egerev         | 亞軍   |
| 2013年 | 俄羅斯羽毛球大獎賽       | 大獎賽     | 女子雙打 | 克谢尼娅·波利卡波娃     | 亞軍   |
| 2014年 | 奧地利羽毛球國際挑戰賽   | 國際挑戰賽 | 女子雙打 | 克谢尼娅·波利卡波娃     | 準決賽 |
| 2014年 | 歐洲女子羽毛球團體錦標賽 | 其他       | 女子團體 | －                      | 亞軍   |
| 2014年 | 捷克羽毛球國際賽         | 國際挑戰賽 | 女子雙打 | 埃琳娜·科门德鲁夫斯卡亚 | 亞軍   |
| 2014年 | 芬蘭羽毛球國際賽         | 國際系列賽 | 女子雙打 | 埃琳娜·科门德鲁夫斯卡亚 | 亞軍   |

| 2007-2017年 | 首要超級賽 | 超級賽 | 黃金大獎賽 | 大獎賽 | 國際挑戰賽 | 國際系列賽 | 未來系列賽 | 其他 |

| 2018-2026年 | 總決賽 | 超級1000賽 | 超級750賽 | 超級500賽 | 超級300賽 | 超級100賽 | 國際挑戰賽 | 國際系列賽 | 未來系列賽 | 其他 |

### 奧運會和世錦賽參賽紀錄
|          | 搭檔                | 2013 | 2014 |
| -------- | ------------------- | ---- | ---- |
| 女子雙打 | 克谢尼娅·波利卡波娃 | 48強 | 32強 |